# محرك كارنو الحراري

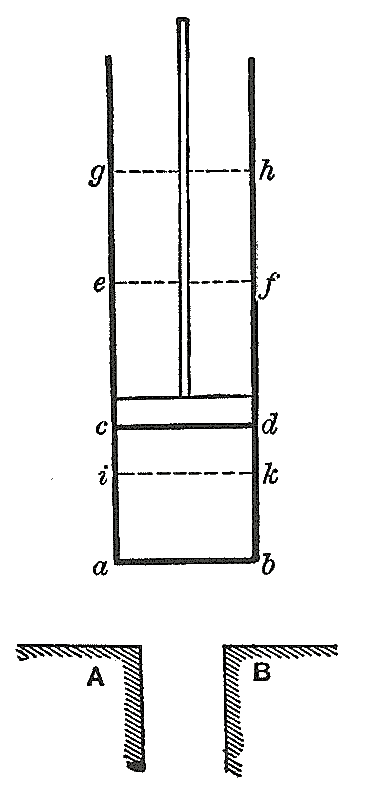
الشكل يمثل مقطع لمحرك كارنو. المخطط به: abcd وعاء أسطوانى، cd مكبس متحرك، A, B أجسام لها درجة حرارة ثابتة.

 محرك كارنو الحراري  هو محرك والذي يعمل بدورة كارنو الانعكاسية. تم اكتشاف النموذج الأساسي لهذا المحرك بواسطة كارنو عام 1824. محرك كارنو الحراري تم رسمه بواسطة (Nicolas Benoît Paul Émile) عام 1834 وتم تحويله رياضيا بواسطة كلازيوس عام 1857 والذي منه تم ظهور مبدأ الأنتروبى(entropy).
يتواجد كل نظام ديناميكي حراري في حالة معينة. تحدث دورة الديناميكا الحرارية عد مرور النظام بمجموعة من الحالات المختلفة ويرجع في النهاية إلى الحالة الابتدائية له. خلال هذه الدورة فإنه من المحتمل أن يبذل شغل على المحيط من حوله ومن هنا يعمل كمحرك حراري.
يعمل المحرك الحرارى عن طريق تحويل الطاقة من المنطقة ذو الحرارة العلى إلى المنطقة الأقل في درجة الحرارة محولا جزأ من هذه الطاقة إلى شغل ميكانيكى. يمكن لهذه الدورة أن تكون انعكاسية. يمكن للنظام ان يعمل تحت تأثير قوة خارجية كما يمكن تحويل الطاقة من النظام البارد إلى النظام الساخن مثل الثلاجة والمضخة الحرارية.

## مخطط كارنو
من خلال شغل كارنو، تأملات في القدرة الدافعة للنار، هناك جسمان A و B كلاهما عند درجة حرارة ثابتة. درجة حرارة الجسم A أكبر من B. الجسمان يمكن لنا إضافة حرارة لهما أو إزالة حرارة منهما دون تغير درجة حرارتهما (تطبيق لنظرية السيال الحراري). يُطلق على الجسم الأول اسم الفرن والآخر الثلاجة. يوضح كارنو كيف يمكن الحصول على شغل بواسطة نقل كمية من الحرارة من الجسم A إلى الجسم B. أيضا يمكن عمله كمبرد وبالتالي يعمل كثلاجة.

## المخطط الحديث

مخطط لمحرك كارنو حيث كمية من QH تنتقل من المادة ذو درجة الحرارة الأعلى TH لإنتاج الشغل والمتبقى من الحرارة QC ينتقل لخزان درجة حرارته منخفضة TC. هذا يجبر المادة العاملة لبذل شغل على الوسط المحيط

توضح الصورة مخطط المكبس والأسطوانة المستخدم بواسطة كارنو لتوضيح المحرك المثالى. يوضح المخطط رسم بياني لمحرك حرارى مثل محرك كارنو.يمكن المادة العاملة أو النظام كما تم تسميته بواسطة كلازيوس عام 1850 ان تكون سائل أو غاز حيث يمكن من خلاله تحويل الحرارة إلى شغل. وضع كارنو أفتراضات مثل أن المادة المستخدمة يمكن أن تكون أي مادة لها القدرة على التمدد مثل بخار الماء، بخار الزئبق، غاز مستمر أو هواء. في السنوات الأخيرة يتم إمداد الحرارة  (QH) بواسطة الغلاية حيث يتم تسخين الماء أما الـ QC فهي تأتى من سريان الماء القادم من المكثف والموجود بشكل منفصل في المحرك. الشغل هنا هو ناتج عن حركة المكبس والمستخدم لإدراة الذراع الساعد(crank-arm) ولذي بدوره يقوم بإدارة البكرة لرفع الماء من مناجم الملح التي غمرتها المياه. قام كارنو بتعريف الشغل على أنه الوزن الرفوع لارتفاع معين.

## دورة كارنو

شكل 1: دورة كارنو موضحة على PV لتوضيح الشغل المبذول.

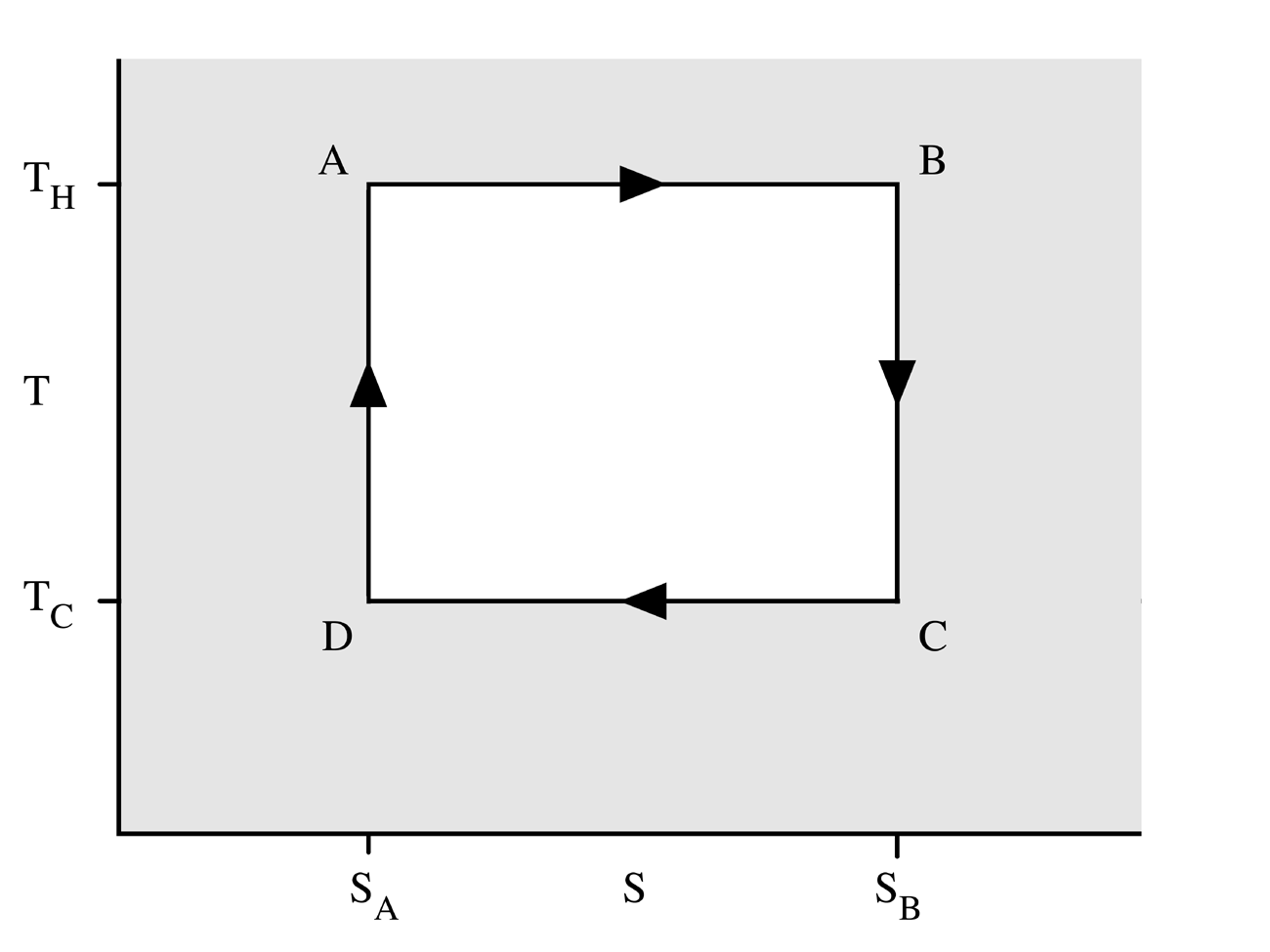
شكل 2: يوضح دورة كارنو كمحرك حرارى موضح على مخطط درجة الحرارة والأنتروبى. تحدث الدورة بين خزانين أحدهما عالي درجة الحرارة TH والاخر منخفض درجة الحرارة TC.

تتكون دورة كارنو عند عملها كمحرك حرارى من الخطوات التالية:
1. {\displaystyle \Delta S_{\text{H}}=Q_{\text{H}}/T_{\text{H}}}
2. تمدد بعملية متساوية الأعتلاج (Isentropic) وهي تمثل بـ (من 2 إلى 3 في شكل 1 أو من B إلى C في شكل 2). تم فرض أن المكبس والأسطوانة معزولان. ولذلك فم ايفقدوا أو يكتسبوا حرارة. يستمر الغز في التمدد باذلا شغل على الوسط وفاقدا جزأ من الطاقة الداخلية مما يؤدى إلى خفض درجة حرارة الغاز إلى TC بدون تغير في الإنتروبى (entropy).
3. المرحلة الثالثة وهي انضغاط عكسي بثبوت درجة الحرارة (طرد حرارة بثبوت درجة الحرارة) (من 3 إلى 4 في الشكل 1 أو من C إلى D في الشكل 2) وفي هذه الخطوة يبذل الوسط شغل على الغاز مما يسبب سريان جزأ من الحرارة  Q2 والأنتروبى غلى الخزان 1ذو درجة الحراة المنخفضة. {\displaystyle \Delta S_{\text{C}}=Q_{\text{C}}/T_{\text{C}}}
4. {\displaystyle \Delta S_{\text{C}}=Q_{\text{C}}/T_{\text{C}}}

## نظرية كارنو

المحرك الحقيقى على الجهة اليسرى مقارنة بدور كارنو على الجهة اليمنى.

نظرية كارنو تنص على أنه ليس هناك محرك يعمل بين خزانين حرارين يكون أكثر كفاءة من محرك كانو والذي يعمل بين نفس الخزانين.
{\displaystyle \eta _{\text{I}}={\frac {W}{Q_{\text{H}}}}=1-{\frac {T_{\text{C}}}{T_{\text{H}}}}\quad \quad \quad \quad \quad \quad \quad \quad \quad (1)}
تفسير: يتم تعريف أقصى كفاءة كما هو موضح أعلاها: 
{\displaystyle W}
{\displaystyle Q_{\text{H}}} الحرارة الداخلة للنظام.
{\displaystyle T_{\text{C}}} 
{\displaystyle T_{\text{H}}} 
طبقا لنظرية كارنو فإن كل المحركات الانعكاسية والتي تعمل بين نفس الخزانين الحرارين لها نفس الكفاءة.
إنه من السهل إثبات أن الكفاءة تكون أقصي ما يمكن عندما تكون العملية إنعكاسية. هذا يعنى ان الأنتروبى الكلية للنظام والتي تتمثل في 3 أجزاء وهي أنتروبى الخزان الساخن وانتروبى المائع العامل في النظام وأنتروبى الخزان الساخن. الأنتروبى الكلية تكون ثابتة عندما يعود المائع إلى نقطة بدايته بعد انتهاء دورته.
(COP)(Coefficient of Performance) معامل الكفاءة له علاقة عكسية مع الكفاءة.

## الكفاءة الحقيقة للمحرك الحرارى
للمحرك الحرارى الحقيقى فإن جميع العمليات تكون غير انعكاسية. يعود المائع إلى نقطة بدايته بعد انتهاء دورته، ولذلك فإن التغير في الأنتروبى يكون صفر ولكن مجموع التغير للأنتروبى في الخزانين يكون أكبر من الصفر.
الطاقة الدخلية للمائع أيضا متغيرة ولذلك التغير الكلى يكون مساويا للصفر. ولذلك فإن الشغل المبذول W بواسطة النظام يكون مساويا للحرارة الدخلة للنظام  QH مطروحا منه الحرارة المطرودة QC.
{\displaystyle W=Q_{\text{H}}-Q_{\text{C}}\quad \quad \quad \quad \quad (2)}
للمحركات الحقيقية عند اكتساب أو طرد الحرارة إلى الخزان يكون هناك فرق في درجة الحراة بين درجة حرارة الخزان ودرجة حرارة المائع.
أثناء أنتقال الحرارة من الخزان ذو درجة الحارة TH إلى المائع تكون درجة حرارة المائع أقل بقليل من TH  وتحدث هذه العملية دون ثبات درجة الحراة. ويكن التغير في الأنتروبى هو: {\displaystyle \Delta S_{\text{H}}=\int _{Q_{\text{in}}}{\frac {{\text{d}}Q_{\text{H}}}{T}}\quad \quad \quad \quad (3)}
حيث درجة حرارة المائع T تكون أقل من درجة حرارة TH . 
 لذلك نحصل على: {\displaystyle {\frac {Q_{\text{H}}}{T_{\text{H}}}}={\frac {\int {\text{d}}Q_{\text{H}}}{T_{\text{H}}}}\leq \Delta S_{\text{H}}\quad \quad \quad \quad \quad (4)}
وبالتشابه عند طرد الحارة من المائع للخازن البارد ويكن التغير في الأنتروبى هو: {\displaystyle \Delta S_{\text{C}}=\int _{Q_{\text{out}}}{\frac {{\text{d}}Q_{\text{C}}}{T}}\leq {\frac {\int {\text{d}}Q_{\text{C}}}{T_{\text{C}}}}={\frac {Q_{\text{C}}}{T_{\text{C}}}}\quad \quad \quad \quad (5)},
وتكون هنا درجة حرارة المائع T أكبر من درجة حرارة الخزان. 
وبما أن التغير الكلى للأنتروبى هو صفر فإن: 
{\displaystyle \Delta S_{\text{H}}=\Delta S_{\text{C}}\quad \quad \quad \quad (6)}
وبالتالى نحصل على: {\displaystyle {\frac {Q_{\text{C}}}{T_{\text{C}}}}\geq {\frac {Q_{\text{H}}}{T_{\text{H}}}}\quad \quad \quad \quad (7)}
ينتج عن المعادلة 2 و 7 : 
{\displaystyle {\frac {W}{Q_{\text{H}}}}\leq (1-{\frac {T_{\text{C}}}{T_{\text{H}}}})\quad \quad \quad \quad \quad (8)}
ولذلك: {\displaystyle \eta \leq \eta _{\text{I}}\quad \quad \quad \quad \quad \quad (9)}
{\displaystyle \eta \leq \eta _{\text{I}}\quad \quad \quad \quad \quad \quad (9)}
 {\displaystyle \eta ={\frac {W}{Q_{\text{H}}}}}  
{\displaystyle \eta _{\text{I}}}
المعادلة رقم 7 توضح أن الأنتروبى الكلية للخزانين والمائع تزداد للمحرك الحقيقى لأن النتروبى التي اكتسبها الخزان البارد تكون أكبر من المفقودة من الخزان الساخن.
طبقا للنظرية الثانية فإن كفاءة محرك كارنو لا تعتمد على طبيعة المادة العاملة.